# 毛根蕨
毛根蕨（学名：Trogostolon yunnanensis）为骨碎补科毛根蕨属下的一个种。其种加词 yunnanensis 意为“云南的”。